# Катвейк
Катвейк (нидерл. Katwijk, МФА: [ˈkɑtʋɛi̯k]; «Земли хаттов») — община в провинции Южная Голландия (Нидерланды). Здесь впадает в Северное море река Ауде-Рейн.

## История
В римские времена, когда по Рейну проходила граница между Римской империей и землями германских племён, здесь находилось римское поселение Lugdunum Batavorum. Каждое из поселений, входящих в состав нынешней общины, имеет историю, восходящую к римским временам, однако само название «Катвейк» впервые появляется в документах лишь в 1231 году. Позднее селения Катвейк-ан-Зе, Катвейк-ан-ден-Рейн и Валкенбюрг входили в состав одной синьории. Королевским указом от 20 февраля 1817 года была образована община «Катвейк».
В современном виде община Катвейк была образована 1 января 2006 года.

## Состав
В общину Катвейк входят коммуны Катвейк-ан-ден-Рейн, Катвейк-ан-Зе, Хорнес-Рейнсувер, Рейнсбюрг и Валкенбюрг. В настоящее время они постепенно сливаются в один город

## Знаменитые уроженцы
- Дирк Кёйт (р.1980) — футболист